# Mărtinești (okręg Kluż)
Mărtinești – wieś w Rumunii, w okręgu Kluż, w gminie Sâncraiu. W 2011 roku liczyła 379 mieszkańców.